# Milán-San Remo 1913
La Milán-San Remo 1913 fue la 7.ª edición de la Milán-San Remo. La carrera se disputó el 30 de marzo de 1913. El vencedor final el belga Odile Defraye.

## Clasificación final
| Posición | Ciclista           | Equipo              | Tiempo     |
| -------- | ------------------ | ------------------- | ---------- |
| 1        | Odile Defraye      | Alcyon              | 9h 11' 48" |
| 2        | Louis Mottiat      | Alcyon              | m. t.      |
| 3        | Ezio Corlaita      | Griffon-Continental | + 4' 08"   |
| 4        | Angelo Gremo       | Stucchi             | m. t.      |
| 5        | Alfonso Calzolari  | Stucchi             | m. t.      |
| 6        | Jean Alavoine      | Peugeot-Wolber      | + 17' 00"  |
| 7        | Camillo Bertarelli | Ganna               | + 17' 04"  |
| 8        | Angelo Erba        | Ganna               | + 17' 24"  |
| 9        | Gustave Garrigou   | Peugeot-Wolber      | + 20' 55"  |
| 10       | André Blaise       | Alcyon              | m. t.      |